# Leone Gabala
Leone Gabala (in greco Λέων Γαβαλᾶς?; fl. XIII secolo) era un magnate romeo e sovrano indipendente di un feudo, incentrato sull'isola di Rodi e comprendente le vicine isole dell'Egeo, istituito in seguito alla dissoluzione dell'Impero bizantino con la quarta crociata del 1204. Riconosceva una forma di sovranità da parte dell'Impero di Nicea, ma rimase virtualmente indipendente fino alla sua morte, avvenuta all'inizi degli anni '40 del XIII secolo.

## Biografia
I Gabala appartenevano a un'antica famiglia aristocratica, risalente almeno all'inizio del X secolo, quando Anna Gabala sposò il figlio dell'imperatore Romano Lecapeno, il co-regnante Stefano. In seguito la famiglia ebbe un'importanza relativamente bassa, ma ha prodotto una serie di alti funzionari civili ed ecclesiastici nell'XI e XII secolo.
Non si sa nulla della prima vita di Leone, che è attestato per la prima volta in modo sicuro nel 1232-1233. Anche l'origine del titolo di "Cesare" di Leone e i dettagli dell'instaurazione del suo controllo su Rodi non sono chiari. Le fonti contemporanee chiariscono che Rodi era sfuggita al controllo imperiale bizantino ed era in mano a un sovrano indipendente già all'epoca della Quarta Crociata (1203-1204).
Questo sovrano viene solitamente identificato con Leone, ma Niceforo Blemmida sostiene che Leone deteneva il titolo per diritto ereditario, il che potrebbe indicare un predecessore sconosciuto che si impadronì effettivamente del controllo dell'isola. È stato ipotizzato che a un certo punto Leone abbia riconosciuto la sovranità dell'Impero di Nicea e che il titolo di Cesare possa essere stato concesso dai regnanti niceni Teodoro I Lascaris (1205-1222) o Giovanni III Vatatze (1221-1254). D'altra parte, se egli (o un suo parente) deteneva il potere a Rodi da prima del 1203, il titolo potrebbe essere stato concesso dagli imperatori Angeli. 
Qualunque fosse la natura dei suoi rapporti con l'Impero niceno, è chiaro dal resoconto di Giorgio Acropolita che Gabala continuò ad agire in modo indipendente, provocando le ire di Vatatze, che lanciò una spedizione contro Rodi nel 1232-1233. La spedizione fu guidata dal suo grande domestico Andronico Paleologo e strettamente seguita dallo stesso imperatore. La spedizione fu accompagnata anche da Blemmida, che sbarcò a Rodi con le truppe nicene. L'isola fu devastata e Acropolita presenta la spedizione come conclusa con successo, senza fornire ulteriori dettagli. Tuttavia, sembra che a Gabala rimase il controllo effettivo di Rodi, poiché l'anno successivo (agosto 1234) concluse un trattato di alleanza con i Veneziani. Definendosi "Cesare" e "Signore di Rodi e delle Cicladi", Gabala riconobbe il Doge di Venezia come suo signore, concordò un'assistenza reciproca contro un attacco di Vatatze ai rispettivi domini e promise assistenza per sottomettere eventuali ribellioni nella colonia veneziana di Creta. Nonostante questo, Gabala nel 1235-1236 si unì all'attacco di Vatatze a Costantinopoli e si dice che abbia combattuto contro la flotta veneziana.
Non si sa quando Leone morì. Di sicuro era già morto nel 1248, quando suo fratello Giovanni Gabala, che le fonti non chiamano Cesare ma solo "Maestro di Rodi", controllava l'isola e dovette ricorrere all'aiuto delle truppe nicene contro un attacco genovese. I genovesi si impadronirono dell'isola e il dominio della famiglia Gabala su Rodi terminò formalmente poco dopo, probabilmente dopo lo sgombero definitivo dei genovesi nel 1250, quando l'isola divenne una provincia nicena.

## Monetazione
I fratelli Gabala emisero una propria moneta di rame, di valore o denominazione sconosciuti. Erano aniconiche e contenevano solo iscrizioni; le monete di Leone portavano i suoi titoli: ΚΑΙϹΑΡ Ο ΓΑΒΑΛΑϹ ("Il Cesare Gabala") al dritto, e Ο ΔΟVΛΟC ΤΟV ΒΑCΙΛΕ[ΩC] ("Servo dell'Imperatore") al rovescio.